# BBX Minerals
A BBX Minerals é uma companhia australiana que visa a exploração de ouro no Brasil e no Peru. No Brasil, ela opera por meio da subsidiária Mineração BBX do Brasil. A mineradora possui o projeto de cobre e ouro Juma Leste, localizado em Apuí, no Amazonas. Os projetos Chapada, em Tocantins, e Eldorado do Juma, no Amazonas, foram vendidos em 2013 e 2014. No Peru, a BBX Minerals possui 50% de participação em uma joint venture no projeto de ouro Bonafer. A companhia está listada na Bolsa de Valores da Austrália (ASX) desde 2005.

## História
Em 2013, a BBX Minerals comprou o projeto de ouro Chapada, em Tocantins. No mesmo ano, o projeto foi vendido para a Cooperativa Mista dos Garimpeiros da Chapada da Natividade (Cooperminer) por R$ 3,4 milhões. Ainda em 2013, a BBX adquiriu o projeto Juma Leste, no estado do Amazonas, que era controlado pela joint venture Comin Gold, formada pela Cooperjuma e pela Minorte.
No ano de 2014, o Projeto Chapada foi vendido pela BBX para a Engep Engenharia, por R$ 2 milhões. O Projeto Eldorado do Juma também foi vendido pela BBX Minerals, por meio da subsidiária Mineração BBX do Brasil, quando a participação de 100% da companhia na Minorte Extração de Minério foi vendida por R$ 1,5 milhão.

## História recente
Em 2015, a BBX selecionou 16 direitos minerários para dar continuidade às explorações de ouro no Brasil. Em junho, a mineradora fechou um contrato de prestação de serviços técnicos com a Goldmen Group para desenvolver uma operação de baixo custo em uma área que fica a 20 quilômetros de Juma Leste.